# قاعدة اختبار وإطلاق الصواريخ البالستية بجبل حمزة
```
تم بناء 
مرفق اختبار وإطلاق الصواريخ البالستية
 في أواخر الخمسينيات وهو أقدم منشأة تعمل في مجال الصواريخ الباليستية في العالم النامي، وتقع بالقرب من جبل حمزة على 
62 كيلومتر (39
 
ميل)
 غرب - شمال غرب 
القاهرة
 .
```

## التاريخ
بعد هزيمة مصر في الحرب العربية الإسرائيلية عام 1948 ، بدأت مصر برنامج الصواريخ وأصبحت مهتمة بالصواريخ الباليستية بعد رئاسة جمال عبد الناصر وأزمة السويس عام 1956 ، حيث نشأت أهمية الصواريخ البالستية لاختراق المجال الجوي الإسرائيلي.
حاولت مصر الحصول على صواريخ باليستية من الاتحاد السوفيتي لكنها فشلت ثم ركزت مصر على برنامج الصواريخ الأصلي الذي طوره علماء ألمان على أساس الألمانية V-2 و واسسرفل وتكنولوجيا الصواريخ الفرنسية فيرونك في عام 1960.
خلال أواخر الخمسينيات من القرن الماضي، شيدت مصر منشأة جبل حمزة للصواريخ البالستية لإجراء حرائق الاختبار.

### تسلسل الأحداث في منشأة جبل حمزة للصواريخ الباليستية
- يوليو 1962 - أربع رحلات تجريبية ناجحة لمرحلة واحدة، صواريخ تعمل بالوقود السائل من الظافر (الصاروخ) والقاهر SRBMs .
- 23 سبتمبر 1971 - إطلاق صاروخ القاهر.
- 6 أكتوبر 1973 - إطلاق صاروخ القاهر.

## نظرة عامة
في عام 2010 ، تم نشر تحليل باستخدام صور الأقمار الصناعية من المصادر التجارية التي تظهر بين عامي 2001 و 2009 ، وشهدت منشأة جبل حمزة زيادة في النشاط والتوسع حيث تم إنشاء منشآت جديدة بما في ذلك منصة جديدة لإطلاق الصواريخ ومبنى المعالجة الأفقية.